# داريل راسيل (سائق سباق)
داريل راسيل (بالإنجليزية: Darrell Russell) هو سائق سباق أمريكي، ولد في 20 سبتمبر 1968، وتوفي في 27 يونيو 2004.